# Thomas Neirynck
Thomas Neirynck (1924 - 2010) was een Belgisch kunstenaar, mecenas en kunstverzamelaar.

## Leven & mecenas
Thomas Neirynck was een mecenas voor veel jonge Belgische kunstenaars. In de loop van veertig jaar legde hij een collectie aan tegen de zevenhonderd werken en legde hierbij de nadruk op de abstracte schilderkunst uit de 2de helft van de 20e eeuw. Neirynck genoot van het bijzijn van kunstenaars en trachtte hen op alle mogelijke manieren te ondersteunen.

## Collectie Neirycnk

### Achtergrond
In de loop van 40 jaar legde Thomas Neirynck een uitgebreide kunstcollectie van bijna 700 werken aan. Deze bestaat voornamelijk uit werk van Belgische kunstenaars en richt zich tot stromingen zoals: CoBRA, Jeune Peinture Belge en Abstracte Kunst. Getekend door de Tweede Wereldoorlog vond Thomas Neirynck een verwantschap bij de manier waarop kunstenaars zich probeerden te bevrijden van het juk van de oorlog. De collectie ontstond enerzijds uit zijn fascinatie voor de abstracte kunst maar anderzijds ook doorheen zijn vele connecties met kunstenaars, welke hij aan de hand van regelmatige atelierbezoeken onderhield.
Bij zijn dood omvatte de collectie bijna 700 werken, voornamelijk abstracte schilderkunst en met een grote aanwezigheid van Belgische kunstenaars zoals Pierre Alechinsky, Louis Van Lint, Maurice Wyckaert en Antoine Mortier. De collectie wordt gezien als de referentieverzameling voor de Belgische kunst na 1945. Zijn collectie wordt getypeerd door enkele welomschreven kunststromingen;
- La Jeune Peinture Belge, welke later zal doorgedreven worden door de CoBrA beweging.
- CoBrA: Asger Jorn, Karel Appel, Dotremont.
- Abstracte kunst, onder te verdelen in twee substromingen;
  - Lyrische abstracte kunst: Christian Dotremont, Pierre Alechinsky, Louis Van Lint, Corneille en Asger Jorn.
  - Geometrische Abstracte Kunst; Jo Delahaut

### De collectie vandaag
Thomas Neirynck schonk zijn privécollectie aan de Koning Boudewijnstichting en richtte het Fonds Thomas Neirynck op met steun van de Koning Boudewijnstichting. Dit fonds heeft als breder doel de promotie van kunst uit de tweede helft van de 20ste eeuw in België maar evenzeer in staat voor de valorisatie en het behoud van zijn collectie. In samenspraak met Thomas Neirynck heeft de Stichting zijn verzameling in bewaring gegeven aan het BAM. Hier wordt het centraal opgesteld in de permanente collectie.
De collectie wordt daarnaast ook vaak tentoongesteld in dialoog met andere werken en opgesteld op tentoonstellingen met internationale weerklank. Onder meer in het Centre Wallonie-Bruxelles in Parijs met de tentoonstelling Entre Cobra et l'Abstraction. Collection Thomas Neirynck.